# Communauté d'agglomération bergeracoise (ancienne)
Pour l’article homonyme, voir Communauté d'agglomération bergeracoise pour la structure issue de la fusion de 2017 avec la CC des Coteaux de Sigoulès.
La communauté d'agglomération bergeracoise (CAB) est une ancienne structure intercommunale française située dans le département de la Dordogne, en région Nouvelle-Aquitaine.

## Histoire
La communauté d'agglomération est créée par l'arrêté no 121285 du préfet de la Dordogne, en date du 23 novembre 2012. Issue de la fusion de la communauté de communes de Bergerac Pourpre, de la communauté de communes Dordogne-Eyraud-Lidoire et de la communauté de communes des Trois Vallées du Bergeracois, elle prend effet le 1er janvier 2013. Cet ensemble comprend 27 communes sur un territoire de 447 km2.
Au 1er janvier 2017, la communauté d'agglomération bergeracoise fusionne avec la communauté de communes des Coteaux de Sigoulès pour former une nouvelle intercommunalité portant le même nom : la communauté d'agglomération bergeracoise.

## Administration
L'administration de l'intercommunalité reposait sur 64 délégués titulaires, à raison d'un à quatre délégués par commune membre, sauf Bergerac qui en disposait de 22.
| Période      | Période       | Identité           | Étiquette | Qualité                                                        |
| ------------ | ------------- | ------------------ | --------- | -------------------------------------------------------------- |
| janvier 2013 | décembre 2016 | Dominique Rousseau | PS        | Directeur d’établissement social Maire de Bergerac (2008-2014) |

## Composition
Elle regroupait vingt-sept communes :
| Nom                      | Code Insee | Gentilé          | Superficie (km2) | Population (dernière pop. légale) | Densité (hab./km2) |
| ------------------------ | ---------- | ---------------- | ---------------- | --------------------------------- | ------------------ |
| Bergerac (siège)         | 24037      | Bergeracois      | 56,10            | 27 764 (2014)                     | 495                |
| Bosset                   | 24051      | Bossetois        | 14,52            | 203 (2014)                        | 14                 |
| Bouniagues               | 24054      | Bouniaguais      | 8,62             | 575 (2014)                        | 67                 |
| Colombier                | 24126      | Colombériens     | 7,03             | 238 (2014)                        | 34                 |
| Cours-de-Pile            | 24140      | Cours-de-Pilois  | 10,81            | 1 579 (2014)                      | 146                |
| Creysse                  | 24145      | Creyssois        | 11,02            | 1 768 (2014)                      | 160                |
| Le Fleix                 | 24182      | Fleixois         | 18,05            | 1 503 (2014)                      | 83                 |
| La Force                 | 24222      | Forcelais        | 15,60            | 2 586 (2014)                      | 166                |
| Fraisse                  | 24191      | Fraissois        | 21,50            | 164 (2014)                        | 7,6                |
| Gardonne                 | 24194      | Gardonnais       | 8,26             | 1 541 (2014)                      | 187                |
| Ginestet                 | 24197      | Ginestois        | 13,06            | 737 (2014)                        | 56                 |
| Lamonzie-Montastruc      | 24224      | Lamonziens       | 20,66            | 707 (2014)                        | 34                 |
| Lamonzie-Saint-Martin    | 24225      | Lamonziens       | 20,64            | 2 413 (2014)                      | 117                |
| Lembras                  | 24237      | Lembrasiens      | 10,59            | 1 182 (2014)                      | 112                |
| Lunas                    | 24246      | Lunassiens       | 16,87            | 344 (2014)                        | 20                 |
| Monbazillac              | 24274      | Monbazillacois   | 19,58            | 894 (2014)                        | 46                 |
| Monfaucon                | 24277      | Monfauconnais    | 24,74            | 300 (2014)                        | 12                 |
| Mouleydier               | 24296      | Montleydériens   | 8,49             | 1 164 (2014)                      | 137                |
| Prigonrieux              | 24340      | Prigontins       | 26,12            | 4 161 (2014)                      | 159                |
| Queyssac                 | 24345      | Queyssacois      | 12,35            | 458 (2014)                        | 37                 |
| Saint-Georges-Blancaneix | 24413      | Blancanésiens    | 13,62            | 226 (2014)                        | 17                 |
| Saint-Germain-et-Mons    | 24419      | Saint-Germinois  | 14,13            | 792 (2014)                        | 56                 |
| Saint-Géry               | 24420      | Saint-Géryens    | 18,71            | 231 (2014)                        | 12                 |
| Saint-Laurent-des-Vignes | 24437      | Saint-Laurentais | 8,08             | 894 (2014)                        | 111                |
| Saint-Nexans             | 24472      | Saint-Nexantais  | 12,38            | 935 (2014)                        | 76                 |
| Saint-Pierre-d'Eyraud    | 24487      | Pierrotins       | 26,16            | 1 767 (2014)                      | 68                 |
| Saint-Sauveur            | 24499      | Salvadoriens     | 9,31             | 827 (2014)                        | 89                 |

## Représentation
À partir du renouvellement des conseils municipaux de mars 2014, le nombre de délégués siégeant au conseil communautaire était le suivant : quinze communes disposaient d'un seul siège. Les plus peuplées en avaient plus (deux pour Cours-de-Pile, Gardonne, Le Fleix, Lembras, Monbazillac, Mouleydier et Saint-Pierre-d'Eyraud, trois pour Creysse, La Force et Lamonzie-Saint-Martin, quatre pour Prigonrieux et vingt-deux pour Bergerac), ce qui faisait un total de 64 conseillers communautaires.

## Compétences

### Compétences obligatoires
- Développement économique
- Aménagement de l’espace communautaire
- Équilibre social de l’habitat
- Politique de la ville dans la communauté

### Compétences optionnelles
- Voirie
- Protection et mise en valeur de l'environnement et du cadre de vie
- Construction, aménagement, entretien et gestion d’équipements culturels et sportifs d’intérêt communautaire
- Action sociale d’intérêt communautaire

### Compétences facultatives
- Tourisme
- Urbanisme (planification et instruction)
- Programme d’aménagement concerté des bourgs
- Réhabilitation du « petit patrimoine » bâti
- Entretien des berges, du lit des rivières, des cours d’eau domaniaux et mise en œuvre d’un contrat de rivière
- Assainissement non collectif
- Conception, réalisation des investissements et gestion des aires de stationnement des gens du voyage
- Définition d’une politique d’accueil des médecins généralistes et des professions de santé sur le territoire communautaire